# Suzuki X-90
El Suzuki X-90 fue una camioneta SUV biplaza con tracción delantera, tracción trasera o 4 ruedas, fabricado y comercializado por Suzuki para los años 1995-1997. Relacionado con el Suzuki Sidekick, el X-90 tenía un techo removible de sección en T.
Reemplazando al Samurai en el mercado de los Estados Unidos, Suzuki comenzó a comercializar el X-90 en Japón a fines de 1995, y en los mercados occidentales en abril de 1996.
El X-90 usó un motor 1.6 L I4 de 16 válvulas que producía 95 hp (71 kW) y estaba disponible con tracción a las cuatro ruedas o tracción trasera y una transmisión manual o automática de 5 velocidades. El X-90 tenía bolsas de aire dobles, frenos antibloqueo, aire acondicionado opcional y un cambiador de 6 discos instalado por el distribuidor. La suspensión utilizó puntales MacPherson y muelles helicoidales en el frente y muelles helicoidales con horquilla y enlaces arrastrados en la parte trasera. Una rueda de repuesto para ahorro de espacio se almacenaba en el maletero y el espacio detrás de los dos asientos ofrecía más área de carga.
El X-90 debutó como un concept car en el Salón del Automóvil de Tokio de 1993. Suzuki presentó el vehículo de producción en 1995 y comenzó a comercializar el X-90 a fines de ese año en Japón, con mercados internacionales el año siguiente. 1,348 unidades se vendieron en Japón y se importaron 7,205 X-90 a los EE. UU., Canadá y México. Más de la mitad en los EE. UU. Se vendieron en 1996, con ventas de 2,087 el próximo año y 477 en 1998. Durante 1996, 484 vehículos fueron importados en Australia y Nueva Zelanda. El X-90 también fue importado a Europa. A mediados de 1997, los precios al por menor se habían reducido en un 25%. No se produjeron más importaciones y el último de los vehículos vendidos en 1999.
El X-90 fue el vehículo base para los vehículos publicitarios de Red Bull, que contó con una maqueta de 1,5 m (5') del producto de la empresa que se puede montar sobre el maletero.
En octubre de 2013, la revista Top Gear Magazine colocó el X-90 en su lista de "Los 13 peores automóviles de los últimos 20 años".

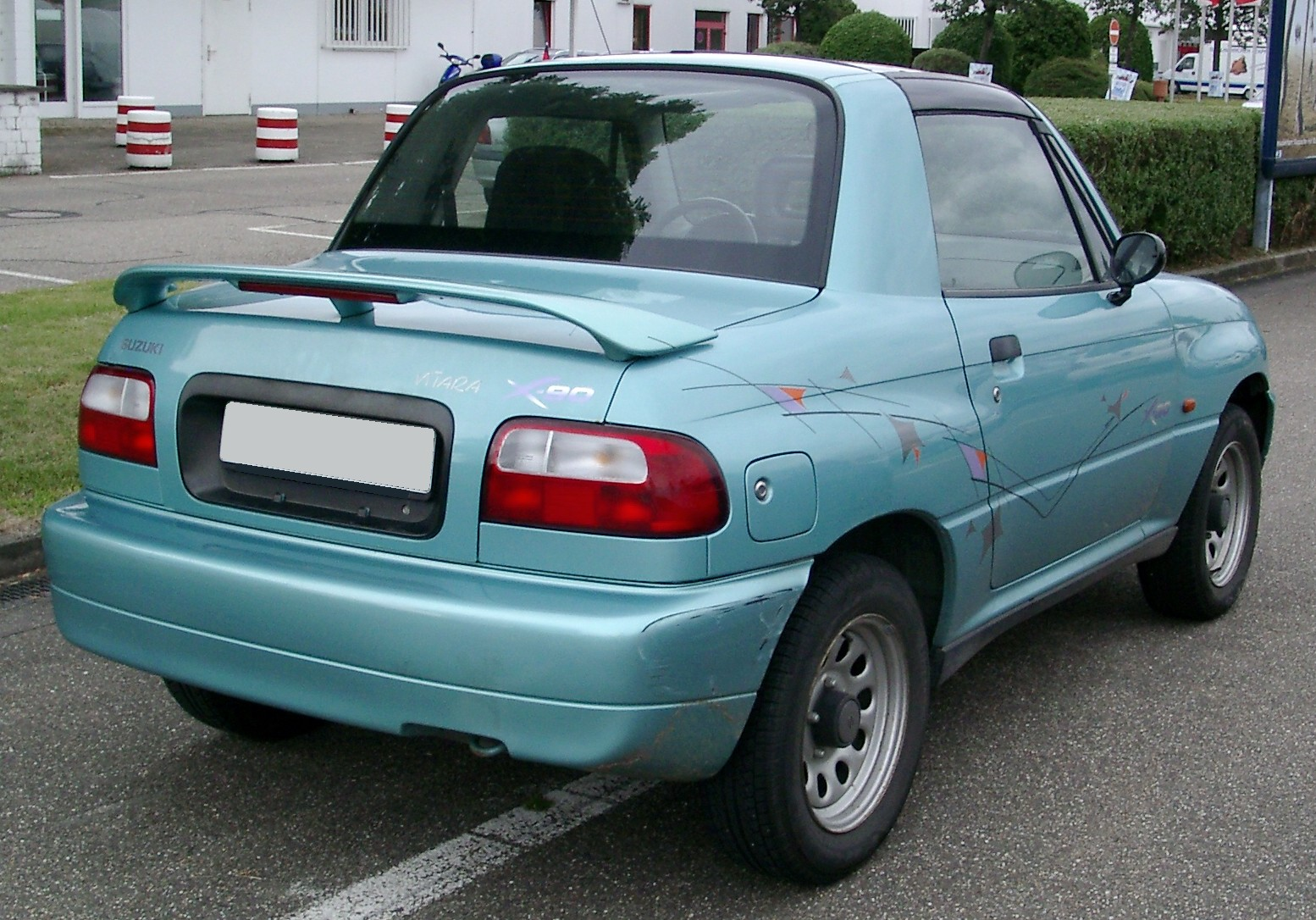
Vista trasera